# Bucksport (condado de Hancock)
Bucksport es un lugar designado por el censo ubicado en el condado de Hancock en el estado estadounidense de Maine. En el Censo de 2010 tenía una población de 2.885 habitantes y una densidad poblacional de 76,58 personas por km².

## Geografía
Bucksport se encuentra ubicado en las coordenadas 44°35′18″N 68°47′55″O / 44.58833, -68.79861. Según la Oficina del Censo de los Estados Unidos, Bucksport tiene una superficie total de 37.67 km², de la cual 29.55 km² corresponden a tierra firme y (21.55%) 8.12 km² es agua.

## Demografía
Según el censo de 2010, había 2.885 personas residiendo en Bucksport. La densidad de población era de 76,58 hab./km². De los 2.885 habitantes, Bucksport estaba compuesto por el 96.74% blancos, el 0.45% eran afroamericanos, el 0.38% eran amerindios, el 0.35% eran asiáticos, el 0.03% eran isleños del Pacífico, el 0.38% eran de otras razas y el 1.66% pertenecían a dos o más razas. Del total de la población el 1.49% eran hispanos o latinos de cualquier raza.